# Lover Man (Oh, Where Can You Be?)
A Lover Man (Oh, Where Can You Be?) egy örökzölddé vált dal; dzsessz-sztenderd. A „Lover Man” egy 1941-ben született dal, amelynek Jimmy Davis, Roger Ramirez és James Sherman írt. A számot Billie Holiday számára írták, és az ő verziója 1989-ben került be a Grammy Hall of Fame-be. Holiday verziója 1945-ben elérte az 5. helyet az R&B listán és a 16. helyet a poplistán. 
1946. júliusában Charlie Parker ittas állapotban rögzítette a „Lover Man”-t. A Dial Records producere, Ross Russell kénytelen volt a mikrofonhoz tartani Parkert felvétel közben.
Sonny Stitt altszaxofonon virtuóz módon játszotta el a dalt D mollban, eredeti hangnemében. Ennek ellenére a legtöbb dzsesszzenész Barbra Streisand módján adja elő a dalt; amelyet 1967-ben vettek fel a „Simply Streisand” című albumához. Ez a verzió a Billboard Adult Contemporary listán a 29. helyezést érte el.

## Híres felvételek
- Billie Holiday
- Charlie Parker
- Barbra Streisand
- Sonny Stitt
- June Christy
- Rosemary Clooney
- Chris Connor
- Shirley Horn
- Lena Horne
- Etta James
- Patti LaBelle
- Julie London
- Carmen McRae
- Maria Muldaur
- Della Reese
- Linda Ronstadt
- Diana Ross
- The Communards
- Kay Starr
- Janet Blair & Dinah Washington
- Whitney Houston
- Sonny Stitt
- Phil Woods
- Cannonball Adderley
- Don Byas
- Art Pepper
- Charles McPherson
- Grover Washington, Jr.
- Wardell Gray
- Stan Kenton
- Acker Bilk
- Dee Dee Bridgewater
- Helen Merrill & Ron Carter
- Bill Evans & Stan Getz
- Ella Fitzgerald
- Andrea Motis
  - Palya Bea

## Filmek
- Lady Sings the Blues (1972, előadó: Diana Ross)
- Lady Day: The Many Faces of Billie Holiday (1991, előadó: Billie Holiday)
- Little Voice (1998, előadó: Billie Holiday)

## Díjak
- 1989: Grammy Hall of Fame